# ام‌وی مورینگ
ام‌وی مورینگ (به انگلیسی: MV Muirneag) یک کشتی است که طول آن ۱۰۵٫۵ متر (۳۴۶ فوت) می‌باشد. این کشتی در سال ۱۹۷۹ ساخته شد.